# Armin Möller (Prähistoriker)

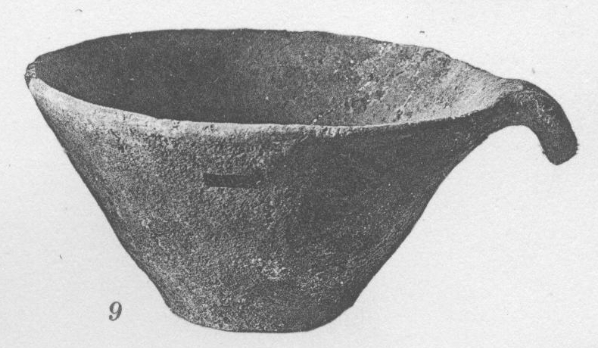
Baalberger Tasse vom Derfflinger Hügel

Armin Möller (geb. 9. Dezember 1865 in Schweina bei Bad Liebenstein; gest. am 9. September 1938 in Weimar) war ein deutscher Lehrer, Prähistoriker und Kustos am Museum für Urgeschichte in Weimar.

## Leben
Armin Möller bestand im Frühjahr 1886 die Prüfung als Elementarschullehrer. Da er jedoch keine Stelle fand, begann er ein Studium der Naturwissenschaften und der Pädagogik an der Universität Jena, daneben auch der Archäologie bei Friedrich Klopfleisch und Ernst Haeckel. Seine Dissertation schloss er nicht ab und begann, als Volksschullehrer zu arbeiten, ab 1893 in Weimar. 1898 wurde er nebenamtlich Kustos am damaligen Naturwissenschaftlichen Museum, 1903 hauptamtlicher Kustos. 1934 trat er in den Ruhestand.
Im Jahre 1907 machte Möller die Entdeckung einer alten Feuerstelle der „alten weimarischen Elefantenjäger“. Seine Verdienste liegen hauptsächlich im Auffinden und Bergen von Großsäugern, menschlichen Überresten und Steingeräten aus dem Ehringsdorfer Travertin und anderen Fundstätten in Thüringen. Eine davon war am Derfflinger Hügel, wo er 1901 gegraben hatte. Unweit davon grub er ebenfalls 1901 am Huthügel. Möller war Förderer des Deutschen Bienenmuseums und an dessen Gründung 1907 beteiligt.
Es gibt eine Porträtzeichnung Möllers von Hildegard Arminius. Einer seiner Schüler war Gotthard Neumann.
Sein Bruder Hugo Möller war Geologe bzw. auch auf dem Gebiet der Prähistorie tätig. Er stellte geologische Untersuchungen in den Steinbrüchen von Taubach und Ehringsdorf an.
Sein Grab befindet sich auf dem Historischen Friedhof in Weimar.

## Archivalien
- Akte im Archiv der Römisch-Germanischen Kommission des Deutschen Archäologischen Instituts[7]

## Schriften (Auswahl)
- Illustrierter Führer durch die vorgeschichtliche Abteilung. Städtisches Museum, Weimar 1912 (Digitalisat).
- Der Derfflinger Hügel bei Kalbsrieth (Grossherzogtum Sachsen) : eine thüringische Nekropole aus dem Unstruttale von der Steinzeit bis zur Einführung des Christentums benutzt (= Festschrift zur 43. allgemeinen Versammlung der Deutschen Anthropologischen Gesellschaft 4.-8. August 1912 in Weimar. Heft 3). Fischer, Jena 1912 (Digitalisat).